# Arai Nobuyuki
Nobuyuki Arai (sinh ngày 3 tháng 2 năm 1967) là một cầu thủ bóng đá người Nhật Bản.

## Sự nghiệp câu lạc bộ
Nobuyuki Arai đã từng chơi cho Verdy Kawasaki.